# Улисс (опера)
Улисс (итал. Ulisse) — опера Луиджи Даллапикколы в двух действиях с прологом, написанная в 1960—1968 годах на либретто композитора по мотивам «Одиссеи» Гомера, истолкованной в духе XXVI песни «Ада» «Божественной комедии» Данте. Самим композитором рассматривалась как итоговая работа всей его жизни. Написана в додекафонной технике с использованием нескольких производных друг от друга серий. Продолжительность оперы — около двух с половиной часов.

## Действующие лица
- Калипсо/Пенелопа — сопрано
- Первая служанка — контральто
- Навсикая — колоратурное сопрано
- Вторая служанка — сопрано
- Улисс — баритон
- Царь Алкиной — бас-баритон
- Демодок/Тиресий — тенор
- Лотофаг (соло) — меццо-сопрано
- Кирка/Меланфо — меццо-сопрано/контральто
- Мать (Антиклея) — драматическое сопрано
- Антиной — баритон
- Писандр — тенор-баритон
- Евримах — лирический тенор
- Евмей — тенор
- Телемах — контратенор
- Служанки/Товарищи Улисса/Лотофаги/Тени/Пирующие — хор

Действующие лица перечислены в порядке появления на сцене. Партии каждой из пар Калипсо/Пенелопа, Кирка/Меланфо и Демодок/Тиресий поручены одному певцу.

## Структура
- Пролог

1. Калипсо
2. Посейдон (симфоническое интермеццо / без пения)
3. Навсикая

- Действие первое

1. Во дворце царя Алкиноя, ч. 1
2. Лотофаги
3. Кирка
4. Царство киммерийцев
5. Во дворце царя Алкиноя, ч. 2

- Действие второе

1. Итака, ч. 1 (Евмей)
2. Итака, ч. 2 (Перед дворцом)
3. Итака, ч. 3 (Пир женихов и месть Улисса)
4. Улисс и Пенелопа (симфоническое интермеццо / без пения)
5. Эпилог (Улисс один в открытом море)

Опера имеет арочную форму со сценой «Царство киммерийцев» в центре: каждая из сцен на текстуальном и драматическом уровне имеет своего частичного двойника/антипода, кроме центральной, которая замыкается сама на себя, музыкально при этом выстраиваясь в духе зеркальных фуг Баха. Марио Руффини высказано предположение о том, что макроструктура «Улисса» могла быть вдохновлена циклом фресок «Легенда о Животворящем Кресте» Пьеро делла Франчески.

## История написания
Работа над оперой заняла около десятилетия, с 1960 по 1968 годы. Точную дату начала определить затруднительно, поскольку в более отвлечённом смысле над «Улиссом» Далалпиккола работал, по собственным словам, всю жизнь. Написанию «Улисса» предшествовала выполненная композитором редакция для постановки в современном театре «Возвращения Улисса на родину» Клаудио Монтеверди (для фестиваля Флорентийский музыкальный май 1942 года, где состоялась итальянская премьера этой оперы Монтеверди; редакция Даллапикколы оставалась основной вплоть до 1960-х годов, когда была вытеснена более «аутентичной»). Либретто было написано в период с ноября 1958 года по 7 января 1959 года. Первой музыкальной идеей была серия для сцены «Кирка». 1 января 1961 года был набросан первый эпизод «Пролога» (Калипсо). С лета того же года началась активная работа над сочинением музыки. Уже в ноябре 1961 года руководитель «Немецкой оперы» Карл-Густав Зелльнер, познакомившись с Даллапикколой на конференции в Берлинской академии искусств, начал договариваться с композитором о возможной постановке будущей оперы в Берлине; в сентябре 1962 было заключено предварительное соглашение (за шесть лет до завершения работы, что и стало причиной мировой премьеры сочинения на немецком языке: альтернативных предложений от итальянских театров на тот момент не поступало). В 1963 году Даллапиккола специально посетил Итаку, для своего рода «вживания в образ». 12 марта 1965 года в доме у Зелльнера (бывшего также и первым режиссёром-постановщиком «Улисса») композитором были исполнены на фортепиано (в исполнении также принимали участие хормейстер Хаген-Гролль и другие) четыре завершённые сцены оперы: «Улисс» был предварительно включён в программу «Берлинер Фествохен» 1967 года, однако работа над партитурой заняла на один год больше, чем ожидалось. 12 февраля 1966 года был завершён Первый акт. Полностью партитура была окончена 5 апреля 1968 года.

## Либретто
Либретто было написано композитором на основе «Одиссеи» Гомера, достаточно точно следуя канве её сюжета (с неизбежными сокращениями: например, полностью исключены из либретто были песни «Одиссеи» о путешествиях Телемаха; ряд эпизодов просто упоминается косвенно), однако сам Улисс (Одиссей) трактуется в ключе, родственном дантову, преодолевая на протяжении всего действа собственную безымянность (следствие подмены своего имени на «Никто» в пещере Полифема), в результате чего в «Эпилоге» он выходит вновь в море (но в одиночестве), где во внезапном озарении приходит к предчувствию Бога («Кто-то» из XXVI песни «Ада»), созвучному самой эпохе и культуре, миф об Одиссее породившим. Сама ткань текста образована при этом достаточно большим числом разнородных источников, что тем не менее не лишает текст монолитности и не имеет ничего общего с коллажным нагромождением цитат.
В числе ключевых источников сам композитор отмечал следующие: в арии Калипсо впервые звучит лейтмотив «Глядеть и удивляться да опять наблюдать» (в пер. П. Ступина), восходящий к девизу героя в «Улиссе» Теннисона «Дерзать, искать, найти и не сдаваться!» (в пер. Г. Кружкова); подходящие слова для описания Навсикаи он нашёл на одной из надписей в часовне церкви Санта-Мария-Новелла (установлено её происхождение из Книги Премудрости Иисуса, сына Сирахова (50:6-8)); в песне Демодока описывается гибель Агамемнона с использованием образов одноимённой трагедии Эсхила; сцена «Лотофаги» во многом была вдохновлена одноимённым стихотворением Теннисона, а одна реплика в ней лотофагов — «Песнью судьбы Гипериона» Гёльдерлина; образом Кирки, а также развитием отдельных сюжетных линий либретто обязано «Итаке» Кавафиса; в «Царстве киммерийцев» хор теней повторяет слова Джойса из «Портрета художника в юности»: «Всегда… никогда…», а в уста Антиклеи вложены слова из главы «Отчёт о скромной смерти Монт-кау» тетралогии «Иосиф и его братья» Томаса Манна; образ Меланфо выведен из пьесы Гауптмана «Лук Одиссея»; отождествление Калипсо и Пенелопы (обе партии поручены одной певице), а также сам образ Калипсо идут от «Последнего путешествия Одиссея» Джованни Пасколи; наконец, завершает либретто парафраз строки «в мире одни остались сердце моё и море» (цит. в пер. В. Столбова) стихотворения из «Полей Кастилии» Мачадо (она послужило исходной точкой для всего либретто и в неизменённой форме впервые звучит в арии Калипсо в «Прологе»).
Спустя год после завершения работы над либретто в качестве выражающего основную мысль оперы постскриптума Даллапиккола подписал слова из «Исповеди» Блаженного Августина: «Ты создал нас для Себя, и не знает покоя сердце наше, пока не успокоится в Тебе» (в пер. М. Е. Сергеенко).
Отмечается также перекличка между либретто и Первым посланием к Коринфянам святого апостола Павла, текст 13-й главы которой был положен на музыку Даллапикколой в «Словах святого Павла» (1964) параллельно с работой над «Улиссом»: стержневыми для всей оперы являются слова «никто» (ит. nessuno) и «ничто» (ит. nulla), что сродни «[я] ничто [если… не имею любви]» (лат. «nihil sum») в «Словах святого Павла».

## О методах работы
Масштабность замысла оперы требовала особой систематизации в повседневном процессе его воплощения. Франко Донатони, тесно общавшийся с Даллапикколой в годы его работы над «Улиссом», в беседе с Энцо Рестаньо описывает этот процесс следующим образом: в летние месяцы Даллапиккола уезжал из города в свой летний домик в Форте-дей-Марми, закрывал окна и садился за стол в строгом костюме с галстуком; на столе перед композитором лежали тщательно упорядоченные шестьдесят простых карандашей различной твёрдости и толщины, каждому из которых соответствовал один определённый знак нотации (одна нота, одна длительность и т. д.); после своего использования карандаш перекладывался с правой стороны стола на левую и так до полного их исчерпания, после чего карандаши загружались в машинку для заточки и переносились обратно направо, ожидая каждый своего нового вызова. Таким образом достигался контроль над безупречной серийной организацией сочинения.

## Публикация
Партитура была опубликована издательством «Suvini Zerboni» (номер в каталоге издательства: 6519; существует также вариант с оригинальным текстом на итальянском и переводом на французский, английский и немецкий). Там же был издан клавир, выполненный композитором Франко Донатони. В своей автобиографии Донатони сообщает, что композитор потребовал сохранения в клавире абсолютно всех нот (с использованием нескольких добавочных нотоносцев), динамических обозначений, лиг, штрихов, а также обозначений инструментов; последние вносились в текст клавира самим Даллапикколой.
Позднее композитор подготовил две сюиты на основе партитуры: «Сюиту A» (Эпизоды 1 и 2 Пролога; Эпилог) и «Сюиту B» (Эпизоды 1 и 2 Пролога, сцены первого действия: Лотофаги, Кирка, Царство киммерийцев; Эпилог).
Посмертно (в 1977 году) также была опубликована партитура оркестрового сочинения «Три вопроса с двумя ответами» (1962—63), написанного на основе материала к «Улиссу» и отдельной работой самим композитором не рассматривавшегося.

## Первые исполнения
Премьера оперы состоялась на немецком языке (в переводе Карла-Хайнриха Крайта) в Немецкой опере в Берлине под управлением Лорина Маазеля (была сделана запись) 29 сентября 1968 года (режиссёр-постановщик Густав Рудольф Зелльнер, сценография и костюмы Фернандо Фарулли). Премьерой сам композитор остался доволен, несмотря на многочисленные трудности, особенно метрического характера, которые пришлось преодолевать исполнителям: Даллапикколе не раз говорилось, что «Улисс» — самая сложная из опер, когда-либо в Берлине ставившихся.
Итальянская премьера прошла 13 января 1970 года под управлением Ханса-Георга Ратьена (постановка и сценография — те же). «Сюита А» была впервые исполнена 10 ноября 1994 года в Турине Национальным симфоническим оркестром RAI под управлением Лучано Берио (партия Улисса — Алан Опи). «Сюита B» на сегодняшний день не исполнялась ни разу.

## Рецепция
Свои свидетельства с высокой оценкой художественных достоинств оперы оставили Роджер Сешенс, Золтан Пешко, Лорин Маазель, Массимо Мила, Эдисон Денисов и многие другие. Денисов, в частности, видел в «Улиссе» подлинную эволюцию традиционной оперы, где все основные идеи выражаются через пение и музыку, а не через драму и текст, как во многих современных работах, тяготеющих к жанру «спектакля с музыкой». По Денисову, «„Улисс“ воспринимается как единый звуковой поток, в непрерывном течении которого растворяются и вступают в новое взаимодействие друг с другом все элементы традиционно-оперного жанра», «музыка статична, и общее состояние кажется неизменным, но оркестр непрерывно переливается тонкими оттенками сменяющих друг друга оркестровых красок, создавая ощущение световых бликов, незаметно меняющих свою окраску».
В отличие от регулярно ставящегося «Узника», однако, судьба «Улисса» много сложнее, как много сложнее, содержательно и музыкально само сочинение. Так, после мировой премьеры Даллапиккола столкнулся в Германии с неверным толкованием своей трактовки мифа, понятой в ключе «христианизации Одиссея», в то время как сам он не мог его помыслить вне контекста XXVI песни «Ада» Данте, что оказалось чуждым немецкому слушателю. В родной Италии «Улисс» ставился всего четыре раза: итальянская премьера в 1970 (серия из пяти концертов с разными дирижёрами); дважды в 1972 (одно исполнение — концертное); последний раз — 9 декабря 1986 года в туринском Театро Реджио, в Европе — в 1987 году в Амстердаме, под управлением Золтана Пешко (на голландском языке). В последнее десятилетие наметилось некоторое возрождение интереса к работе, если судить по исполнению её сокращённой версии, «Сюиты А», которой дирижировали Гари Бертини (2004, Ла Скала), Кадзуси Оно (2006, Брюссель) и Дэниэл Хардинг (2011, Ла Скала); также исполнялась отдельно ария Калипсо в переложении для голоса и фортепиано (2005, Флоренция).

## Записи
- Оркестр и хор Немецкой оперы. Дирижёр Лорин Маазель. Хормейстер Вальтер Хаген-Гролль. Партия Улисса — Эрик Саеден. Запись с мировой премьеры 29 сентября 1968 года. На немецком языке. Моно, 1992 г. Лейбл «Stradivarius», 10063 (два диска). Диски включают архивную аудиозапись рассказа Даллапикколы об опере (по мотивам его эссе «Рождение оперного либретто», 1967).
- Симфонический оркестр и хор RAI (Рим). Дирижёр Золтан Пешко (Пешко также ассистировал Маазелю при подготовке к мировой премьере оперы). Хормейстер Джанни Ладзари. Партия Улисса — Ренато Чезари[исп.]. Концертная запись от 15 января 1972, псевдостерео. На итальянском языке. Была издана ограниченным тиражом (на трёх грампластинках) и официально в продажу не поступала, неформально распространяясь в основном по радиостанциям; запись несколько раз упоминается в переписке Даллапикколы с критиком Массимо Милой[13][14][15], где композитор всякий раз выражает свою удовлетворённость ей. В переписке с Аурелем Миллошем композитор также неоднократно даёт Пешко очень высокую оценку («брависсимо») за его работу с «Улиссом»[9][16].
- Филармонический оркестр и хор Французского радио. Дирижёр Эрнест Бур. Партия Улисса — Клаудио Дездери. Концертная запись, сделанная 6 мая 1975 года. Издана на лейбле «Naive» в 2003 году на двух дисках. Стерео. На итальянском языке. Запись была сделана уже спустя несколько месяцев после смерти композитора. Сохранилось его полное энтузиазма письмо Миллошу (от 6 декабря 1974 года, последнее в их переписке)[17], где Даллапиккола пишет, что непременно планирует быть в мае 1975 года в Париже, узнав о том, что «Улиссом» там будет дирижировать именно Бур.
- Существует концертная запись «Сюиты A» в исполнении симфонического оркестра Ла-Монне/Де-Мунт под управлением Кадзуси Оно; Улисс — Дитрих Хеншель[нем.], Калипсо — Талар Декрманьян.

В Архиве Даллапикколы во Флоренции также хранятся доступные для изучения неизданные записи оперы, сделанные Маазелем (1969), Пешко (1987, с концерта в Амстердаме, на голландском языке), Хансом-Георгом Ратьеном (1970, Ла Скала; запись с итальянской премьеры) и Гюнтером Вихом (1970, Дюссельдорф).
При том, что каждая из записей не лишена своих достоинств, запись с Эрнестом Буром следует считать на сегодняшний день эталонной: это единственная запись, качество которой в техническом отношении является достойным (а также единственная запись, где партию Телемаха поёт контратенор, а не меццо-сопрано), которая сделана на итальянском языке и к тому же выполнена на очень высоком музыкальном уровне.

### Написанное Даллапикколой
- Dallapiccola, Luigi. Рождение оперного либретто // Parole e musica = Nascita di un libretto d'opera / A cura di Fiamma Nicolodi. Introd. di Gianandrea Gavazzeni. — Milano: Il Saggiatore, 1980. — P. 511—531. — ISBN 9783885830054.
- Dallapiccola, Luigi. Nota per il programma della prima esecuzione italiana di « Ulisse » al Teatro alla Scala // Parole e musica / A cura di Fiamma Nicolodi. Introd. di Gianandrea Gavazzeni. — Milano: Il Saggiatore, 1980. — P. 532—534. — ISBN 9783885830054.

### Книги
- Giarratana, Marco. Canuto come il mare. Studio sull’Ulisse di Luigi Dallapiccola. — Firenze — Monsummano: Carla Rossi Academy Press, 2000. — 49 p. — (BIBLIOTHECA PHOENIX, 6). — ISBN 978-88-6065-003-8. Архивировано 24 сентября 2015 года.
- Hees van, Julia. Luigi Dallapiccolas Bühnenwerk Ulisse: Untersuchungen zu Werk und Werkgenese. — Kassel: Gustav Bosse Verlag, 1994. — 317 p. — ISBN 3-7649-2616-3.
- Pezzati, Romano. La  memoria di Ulisse : studi sull'Ulisse di Luigi Dallapiccola. — Milano: Suvini Zerboni, 2008. — 374 p. — ISBN 978-88-900691-3-0.
- Venuti, Massimo. Le «categorie» di Ulisse // Il teatro di Dallapiccola. — Milano: Suvini Zerboni, 1985. — 151 p.

### Диссертации
- Biondi, Michael Paul. Compositional process in Dallapiccola's Ulisse: A survey and analysis of new findings in the Dallapiccola Archive, Florence, Italy (PhD Thesis). — City University of New York, 1994. — 97 p.
- Sellors, Anthony Paul. Expressing a certainty: musical and poetic imagery in Dallapiccola's Ulisse (PhD Thesis). — University of London, King's College, 2001. — 672 p.

### Статьи
- Boitani, Piero. «Ulisse» fra le ombre // Dallapiccola: letture e prospettive : atti del Convegno internazionale di studi (Empoli-Firenze, 16-19 febbraio 1995) : promosso e organizzato dal Centro studi musicali Ferruccio Busoni di Empoli / a cura di Mila De Santis. — Lucca: LIM, 1987. — P. 325—341. — (Le Sfera). — ISBN 978870961729. (недоступная ссылка)
- Illiano, Roberto — Sala, Luca. "Guardare, meravigliarsi e tornar a guardare". Note per un'analisi della testualita in Luigi Dallapiccola // Luigi Dallapiccola nel suo secolo: atti del convegno internazionale, Firenze, 10-12 dicembre 2004 / Fiamma Nicolodi. — Firenze: L. S. Olschki, 2007. — P. 293-311. — (Historiae Musicae Cultores). — ISBN 9788822256379.
- Magnani, Giuseppe. Ulisse: per un'analisi antropologico-musicale // Studi su Luigi Dallapiccola. Un seminario / Arrigo Quattrocchi. — Libreria musicale italiana. — Lucca, 1993. — P. 103—130. — (Musicalia). — ISBN 9788870960679.
- Mila, Massimo. L'"Ulisse". Opera a due dimensioni // Luigi Dallapiccola, saggi, testimonianze, carteggio, biografia e bibliografia / a cura di Fiamma Nicolodi. — Suvini Zerboni. — Milano, 1975. — P. 31—41.
- Pezzati, Romano. Strutture musicali e drammatiche di Ulisse // Luigi Dallapiccola nel suo secolo: atti del convegno internazionale, Firenze, 10-12 dicembre 2004 / Fiamma Nicolodi. — Firenze: L. S. Olschki, 2007. — P. 313-335. — (Historiae Musicae Cultores). — ISBN 9788822256379.
- Ruffini, Mario. Ulisse «incompiuto» come omaggio a Schoenberg // Luigi Dallapiccola nel suo secolo: atti del convegno internazionale, Firenze, 10-12 dicembre 2004 / Fiamma Nicolodi. — Firenze: L. S. Olschki, 2007. — P. 337-365. — (Historiae Musicae Cultores). — ISBN 9788822256379.
- Stoianova, Ivanka. Dallapiccola-Berio : esthétiques et stratégies opératiques dans "Ulisse" et "Outis" // Luigi Dallapiccola nel suo secolo: atti del convegno internazionale, Firenze, 10-12 dicembre 2004 / Fiamma Nicolodi. — Firenze: L. S. Olschki, 2007. — P. 293-311. — (Historiae Musicae Cultores). — ISBN 9788822256379.. На русском языке опубликован сокращённый вариант статьи: Стоянова, Иванка. Даллапиккола — Берио: эстетика и драматургия в операх «Улисс» и «Утис» // Festschrift Валентине Николаевне Холоповой / ред.-сост. О. В. Комарницкая. — М., 2007. — P. 112-123. — ((Научные труды Моск. гос. консерватории им. П. И. Чайковского; Сб. 63)). — ISBN 978-5-89598-186-3..
- Денисов, Э. В. Оперы «Узник» и «Улисс» Луиджи Даллапикколы // Свет. Добро. Вечность. Памяти Эдисона Денисова. Статьи. Воспоминания. Материалы / Ценова, В. С.. — М.: Московская консерватория, 1999. — 488 с. — 500 экз. — ISBN 5-89598-052-X.